# Boronia lanuginosa
Boronia lanuginosa är en vinruteväxtart som beskrevs av Stephan Ladislaus Endlicher. Boronia lanuginosa ingår i släktet Boronia och familjen vinruteväxter. Inga underarter finns listade i Catalogue of Life.